# مورچه‌ریختی

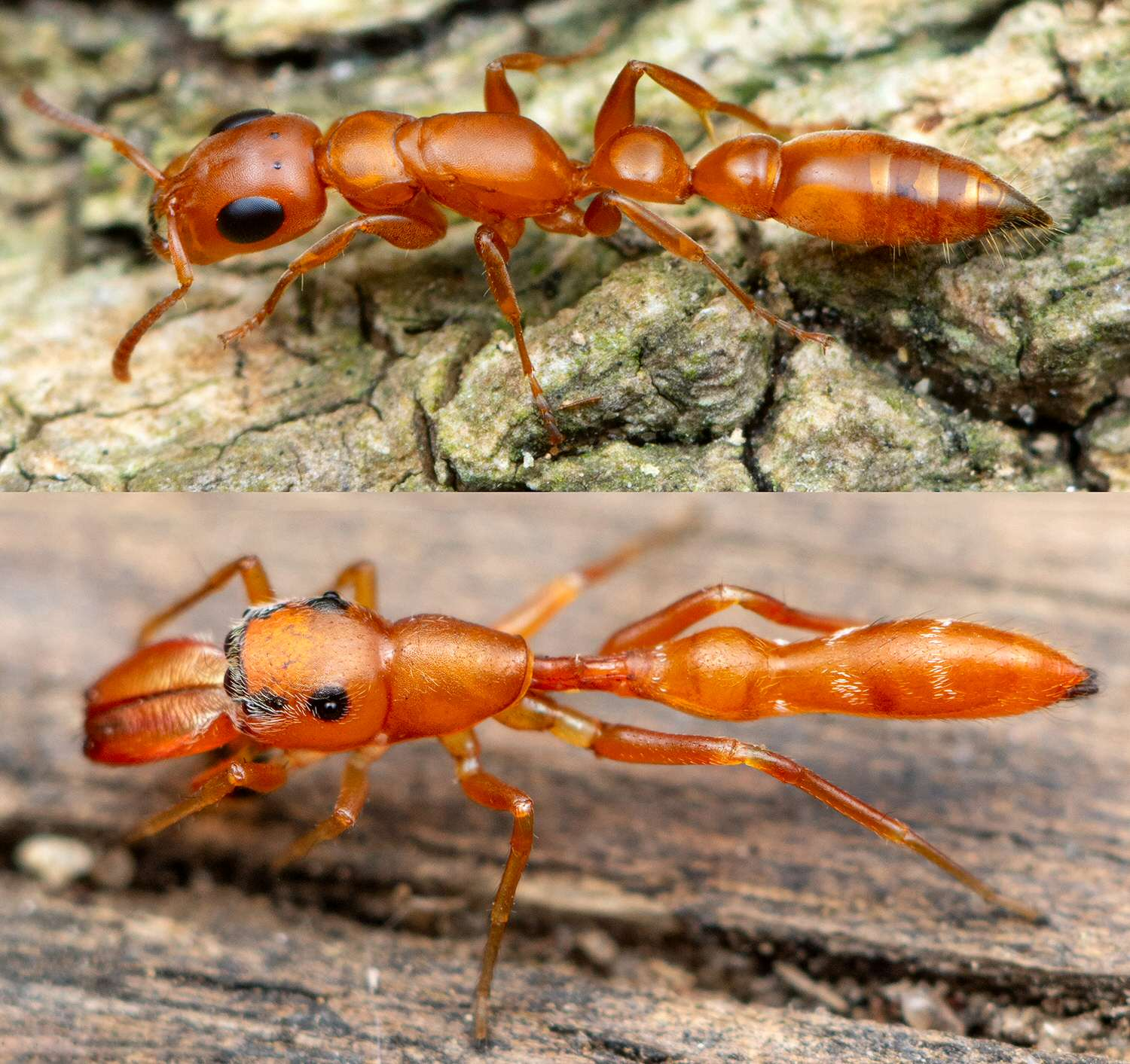
بالا: یک مورچه در موزامبیک پایین: عنکبوت شبیه‌ساز مورچه، Myrmarachne

مورچه‌ریختی (به لاتین: Myrmecomorphy) یا تقلید مورچه‌ای (به انگلیسی: Ant mimicry) تقلید از مورچه‌ها توسط جانداران دیگر است. بیش از ۷۰ بار تکامل یافته‌است. مورچه‌ها در سرتاسر جهان فراوان هستند و شکارچیان بالقوه که برای شناسایی طعمه خود به بینایی تکیه می‌کنند، مانند پرندگان و زنبورها، معمولاً از آنها دوری می‌کنند، زیرا آنها یا ناخوشایند یا تهاجمی هستند. برخی از بندپایان برای فرار از شکار شدن، ریخت مورچه‌ها را تقلید می‌کنند (تقلید بیتسی)، در حالی که برخی از شکارچیان مورچه‌ها، به ویژه عنکبوت‌ها، آنها را از نظر تشریحی و رفتاری در تقلید تهاجمی تقلید می‌کنند. تقلید مورچه تقریباً به اندازه خود مورچه‌ها وجود داشته‌است. قدیمی‌ترین مورچه‌های شبیه‌سازی شده در آثار فسیلی در اواسط دوره کرتاسه در کنار قدیمی‌ترین مورچه‌ها پدیدار شدند.

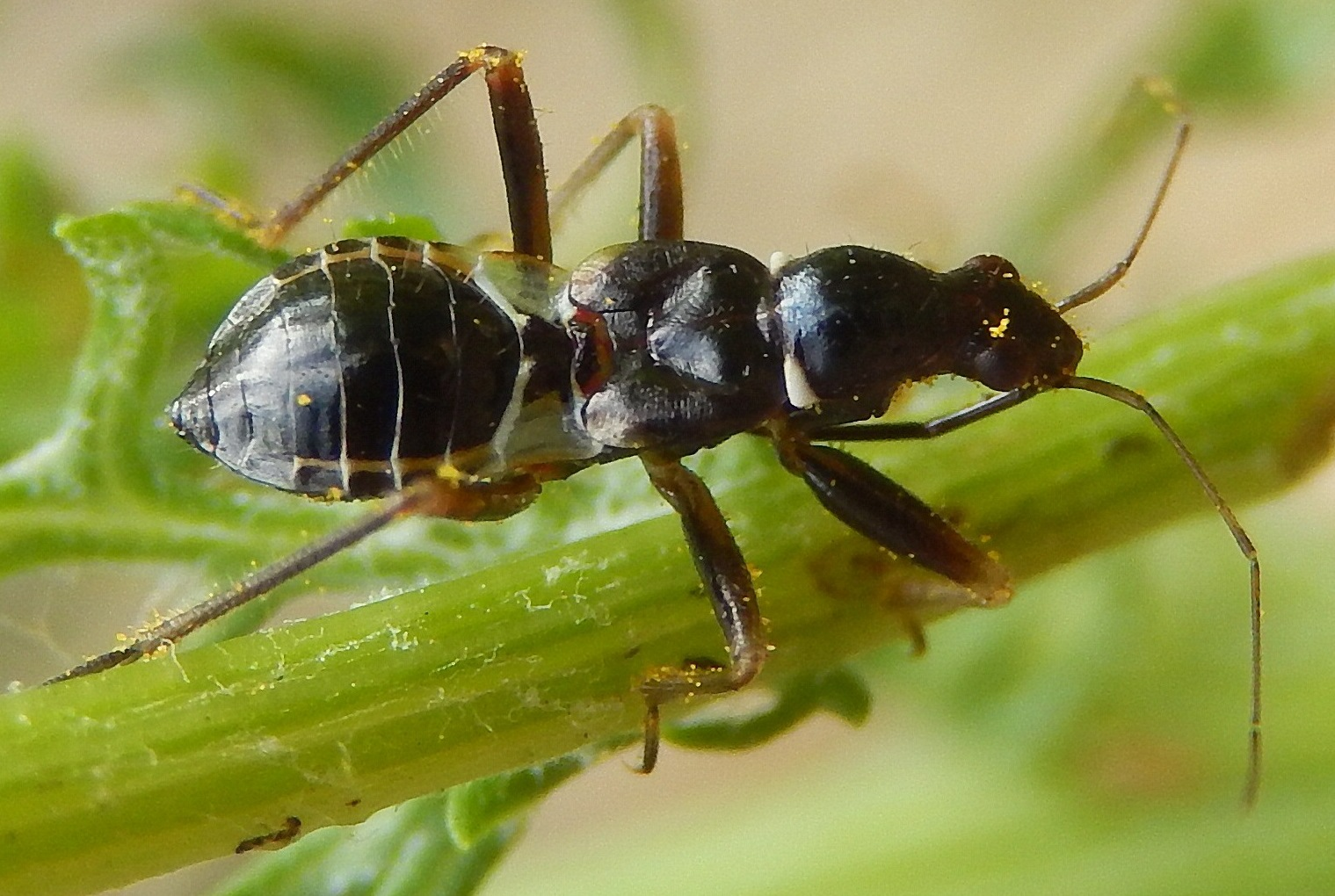
کمر کلفت حشره مورچه‌ای حشرات علفی، Myrmecoris gracilis با علائم سفید استتار شده‌است.

در مورچه‌دوستی، جاندار تقلیدگر و مدل به‌طور معمول با هم زندگی می‌کنند. دربارهٔ مورچه‌ها، تقلید یک خط نازک در لانه مورچه‌ها است. چنین تقلیدهایی علاوه بر این ممکن است تقلیدهای بیتسی یا تهاجمی باشند. برای غلبه بر دفاع نیرومند مورچه‌ها، تقلیدگرها ممکن است مورچه‌ها را به صورت شیمیایی با فرمون‌های مورچه‌مانند تقلید کنند، از نظر دیداری یا با تقلید از ریزساختار سطحی مورچه‌ها برای شکست دادن بازرسی‌های لمسی مورچه‌ها.

تقلید تهاجمی در برابر مورچه‌دوستی

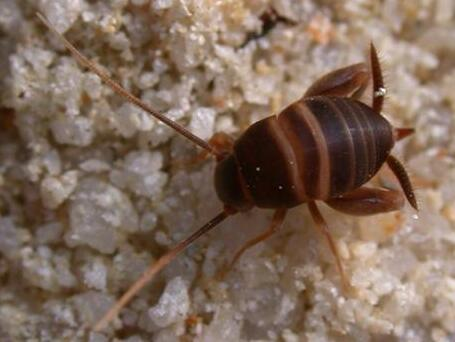
جیرجیرک Myrmecophilus acervorum یک مورچه‌دوست است که از نظر لمس یا شاید با فرمون شبیه میزبان مورچه‌هایش است، اما نه از نظر دیداری.

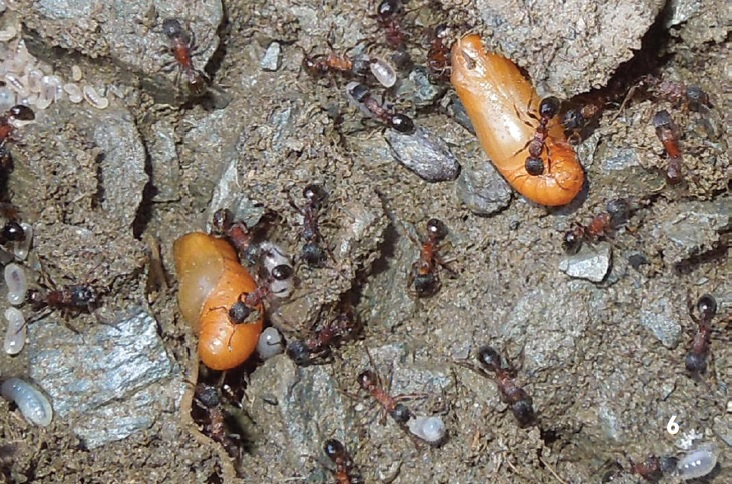
شفیره پروانه گرگ‌پروانه Phengaris rebeli در لانه مورچه